# Max Nadoleczny
Max Nadoleczny (* 16. März 1874 in Zürich; † 6. November 1940 ebenda) war ein Schweizer HNO-Arzt mit überragender Bedeutung für die Phonetik.

## Leben
Nach dem Abitur in Mainz studierte er an der Ludwig-Maximilians-Universität München Vorklinik. Am 9. März 1895 bestand er das Physikum. Er wechselte an die Christian-Albrechts-Universität zu Kiel und die Friedrich-Wilhelms-Universität zu Berlin. Für das Ende des Medizinstudiums kehrte er nach München zurück. Dort wurde er als Arzt approbiert und zum Dr. med. promoviert. Er durchlief die Ausbildung in Hals-Nasen-Ohren-Heilkunde von 1898 bis 1901 bei Rudolf Haug und Philipp Schech in München, bei Giuseppe Gradenigo in Turin, Hermann Gutzmann in Berlin (1900) und bei Marcel Lermoyez am Hôpital Saint-Antoine in Paris (1900/01).
Im  November 1901 ließ er sich als HNO-Arzt für Sprach- und Stimmstörungen in München nieder. 1910 übernahm er eine Abteilung für Sprach- und Stimmkranke an der otolaryngologischen Universitätsklinik  München. Auf Wunsch seines Lehrers Gutzmann habilitierte er  sich  1922. Schon im folgenden Jahr erhielt er einen Ruf an die Charité als  Nachfolger von Gutzmann. Nachdem Nadoleczny diesen Ruf abgelehnt hatte, ernannte ihn die Bayerische Staatsregierung zum a.o. Professor mit einem Lehrauftrag über Sprach- und Stimmstörungen für Hörer aller Fakultäten und für Medizinstudenten und Ärzte.
Nadoleczny hielt auch regelmäßige Vorlesungen an der Akademie für Tonkunst. Entsprechende Publikationen finden sich in Handbüchern der Inneren  Medizin und der Kinderheilkunde. Gesangspädagogen  und  Sänger schätzten die 1923 erschienene Monographie über den  Kunstgesang. 1925 gründete er die Deutsche Gesellschaft für Sprach- und Stimmheilkunde, deren  Vorsitz er bis 1936 innehatte. Unter seinen Schülern waren Horst Ludwig Wullstein und Gottfried Eduard Arnold.

## Ehrungen
- Korrespondierendes Mitglied der Société française de phoniatrie
- Korrespondierendes Mitglied der Wiener laryngologischen Gesellschaft
- Ehrenmitglied der Società italiana di fonetice e di foniatria
- Ehrenmitglied der Sektion für Experimentalphonetik und Phoniatrie der Moskauer otolaryngologischen  Gesellschaft
- Wahl in die Deutsche Akademie der Naturforscher Leopoldina (September  1940)

## Werke
- Untersuchungen über  den  Kunstgesang, 1923.
- Lehrbuch  der  Sprach- und Stimmstörungen, 1926.
- Physiologie der Stimme und Sprache
- Sprachstörungen, in: A. Denker und O. Kahler: Handbuch der Hals-, Nasen-, Ohrenheilkunde mit Einschluß der Grenzgebiete, Bd.  1  und  5.